# Laguna Hedionda (Nor Lípez)
La laguna Hedionda es una laguna boliviana de agua salada ubicada en la región del Altiplano andino. Administrativamente se encuentra en el municipio de Colcha K de la provincia de Nor Lípez en el departamento de Potosí, cerca de la frontera con Chile. Tiene una superficie aproximada de 4,5 km². Se encuentra cerca de las lagunas Cañapa y muchas otras.
Tiene un perímetro costero de 9 km y se encuentra a una altitud de 4100 m. 

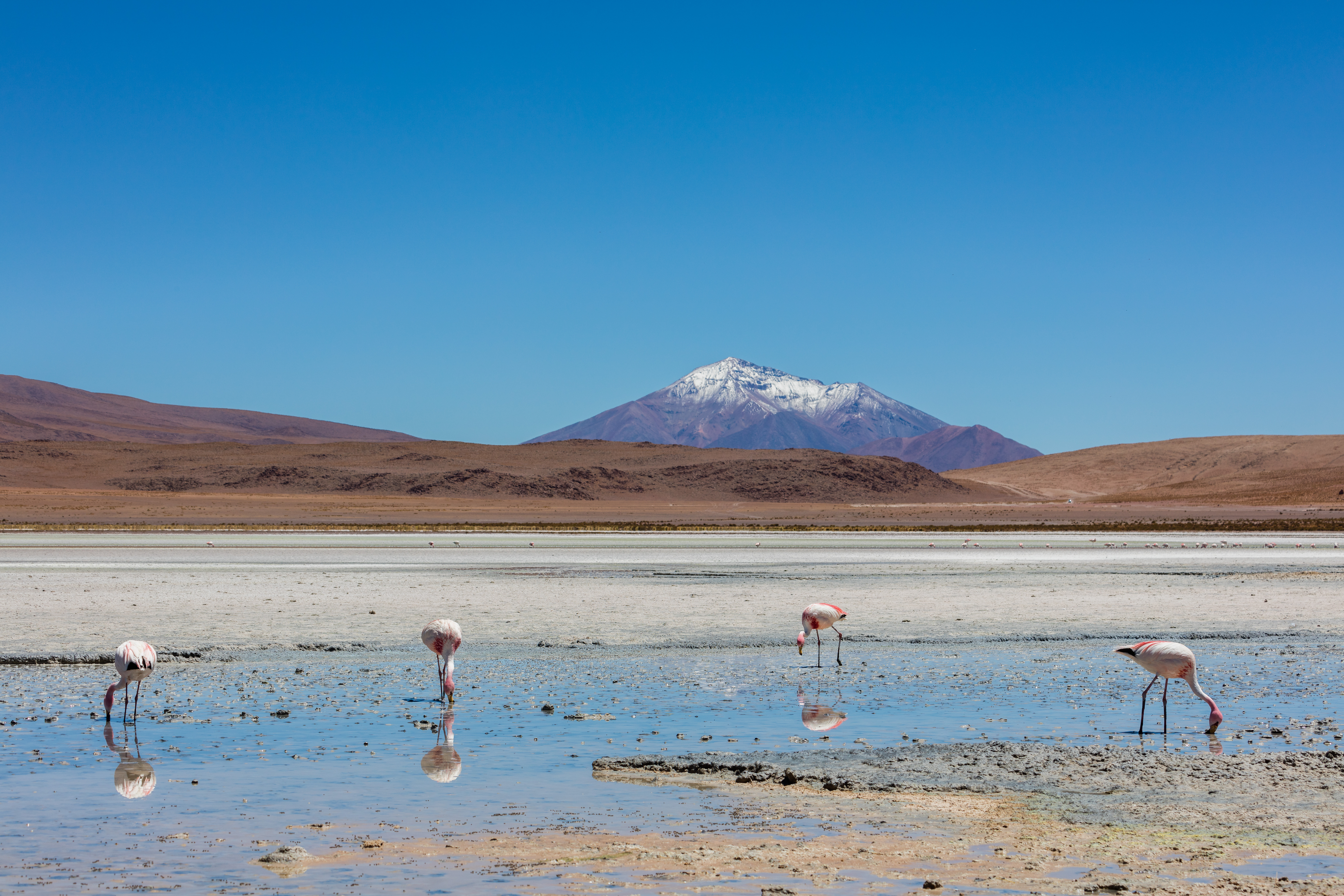
Flamencos andinos (Phoenicoparrus andinus) en la laguna Hedionda.